# Braulio Solsona
Braulio Solsona Ronda (Valencia, 12 de agosto de 1896-Le Kremlin-Bicêtre, 26 de marzo de 1981) fue un periodista y político español, gobernador civil en distintas provincias durante la  Segunda República.

## Biografía
Militante de joven en el Partido de Unión Republicana Autonomista, en 1910 se trasladó a vivir a  Barcelona, trabajando como redactor de los diarios El Progreso, El Día Gráfico, El Noticiero Universal y La Publicidad, donde conoció a Andrés Nin y Juan Comorera. Eso, junto con su participación en las tertulias del Café Continental (con Miquel Duran) y del Café Lyon d'Or (con Pompeyo Gener y Santiago Rusiñol), y la influencia de Carlos Esplá Rizo y Julio Just, le hicieron abandonar poco a poco el blasquismo para acercarse a posturas más de izquierdas y valencianistas. Así, en los años 1920 se afilió al Partido Republicano Radical Socialista y colaboró con la Unió de Rabassaires, donde conoció a Lluís Companys.
Después de proclamarse la Segunda República en abril de 1931 fue secretario adjunto de Companys en el gobierno civil de Barcelona. Desde su cargo revisó el 'Fichero Lasarte', elaborado entre 1910 y 1930 por la patronal catalana y el gobierno civil que contenía los datos de dirigentes obreros y sindicales a "eliminar". El informe fue publicado en parte en L'Opinió. Después fue secretario del nuevo gobernador, Carlos Esplá y, finalmente, él mismo fue nombrado para el cargo de gobernador en la provincia de Burgos (noviembre de 1931-junio de 1932) y Huelva (junio de 1932-mayo de 1933), donde protagonizó la detención del general golpista, José Sanjurjo cuando trataba de huir a Portugal. También creó una comisión que agrupaba a todos los partidos con el fin de investigar aquellos sucesos. Después, entre mayo y septiembre de 1933, fue gobernador civil de la provincia de Alicante.
En 1935 ingresó en el Partit Republicà d'Esquerra, sección catalana de Izquierda Republicana y tras las elecciones de  febrero de 1936 fue nombrado gobernador civil de la Valencia. Los enfrentamientos en las calles tras el golpe de Estado de julio que dio inicio a la Guerra Civil se desbordaron y fue cesado en el cargo en agosto. Fue destinado por el gobierno republicano al Ministerio de Estado y enviado como secretario a la embajada española en Ecuador.
Al acabar la Guerra Civil, se instaló en la localidad francesa de Valras-Plage (Hérault) y después en París, donde fue corresponsal de El Noticiero Universal, firmando con el pseudónimo, J. Rosal. También publicó artículos en catalán en la revista Senyera, órgano de los valencianistas exiliados en México, Vincle y Pont Blau. En Francia mantuvo amistad con  Carles Riba y Josep Tarradellas, y durante los años 1950 tuvo como ayudante a Josep Palau i Fabre.

## Obras
- El señor gobernador. Reportaje anecdótico a través de tres gobiernos civiles (1934)
- Evocaciones políticas y periodísticas (1970)